# Telusa Veainu
Telusa Veainu (nacido en Kawakawa el 26 de diciembre de 1990) es un jugador de rugby tongano, que juega de wing para la selección de rugby de Tonga y para los Doncaster Knights del RFU Championship.
Aunque nació y creció en Nueva Zelanda, jugando con el equipo sub-20 de Nueva Zelanda a los 18 y 19 años, representa a Tonga internacionalmente. Debutó con la selección de Tonga en un partido contra Fiyi en Suva el 18 de julio de 2015. 
Seleccionado para la Copa del Mundo de Rugby de 2015, Veainu anotó dos ensayos en la victoria de su equipo sobre Namibia 35-21.